# Eduard Ritter von Dostler
Eduard Ritter von Dostler, nato Eduard von Dostler (Pottenstein, 3 febbraio 1892 – Frezenberg, 21 agosto 1917), è stato un militare e aviatore tedesco, asso dell'aviazione durante la prima guerra mondiale accreditato di 26 vittorie aeree.

## Biografia
Eduard Dostler nasce il 3 febbraio 1892 a Pottenstein, nell'allora Regno di Baviera. Entra nel 4º Battaglione Pionieri dell'esercito bavarese il 28 ottobre 1912. Gli viene assegnata la Medaglia bavarese del salvataggio per aver portato in salvo due dei suoi uomini mentre annegavano nel fiume Danubio nel mese di agosto del 1914. Sempre nello stesso mese, Dostler viene mandato al fronte con il suo battaglione in Francia sul fronte occidentale. Gli viene assegnata nel marzo del 1915 la Croce di Ferro. È stato anche insignito dell'Ordine al merito militare di Baviera.
Dopo la morte del fratello ucciso in un'azione aerea, Eduard Dostler decide di passare alla Die Fliegertruppen des deutschen Kaiserreiches (l'aviazione imperiale militare tedesca).

### Il servizio presso l'aviazione
Dostler viene assegnato alla Schutzstaffel 27 (Squadrone di Protezione), per poi essere inviato il 15 giugno 1916 nella Kampfstaffel 36 (Squadrone tattico da bombardamento). Dostler ottiene qui la sua prima vittoria aerea confermata abbattendo un Sopwith Scout il 17 dicembre 1916 alla guida di un biposto Roland C.II.
Viene poi trasferito nella Jagdstaffel 13, una squadriglia da caccia formata nel settembre 1916, assumendone il comando il 27 dicembre. Il 22 gennaio 1917 ottiene la sua seconda vittoria aerea che risulta anche essere la prima della Jagdstaffel 13. A quel tempo già rivestiva il grado di Oberleutnant.
Il 20 febbraio 1917 Dostler viene inviato nell'appena formata Jagdstaffel 34 assumendo sin da subito il comando e segnando le prime vittorie dell'unità il 24 marzo con l'abbattimento di due bombardieri Caudron G.IV.
Nel giugno del 1917, con 8 vittorie aeree confermate (e una reclamata e non assegnata) tale da essere considerato un asso dell'aviazione, Dostler viene trasferito nella Jagdstaffel 6, assumendone il comando il 10 giugno dopo la partenza di Fritz Otto Bernert. Dostler si distingue sin da subito ottenendo una doppia vittoria aerea pochi giorni dopo, il 16 giugno. Due giorni più tardi la Jagdstaffel 6 viene incorporata nel primo squadrone aereo della Germania, la Jagdgeschwader I.
Quando Manfred von Richthofen prese il comando della Jagdgeschwader I il 26 luglio, le vittorie aeree confermate all'attivo di Eduard Dostler arrivano a 18. Il giorno seguente gli viene assegnata la Croce di Cavaliere dell'Ordine Reale di Hohenzollern. Alla fine del mese di luglio le vittorie aeree salgono a 21.
Il 6 agosto riceve la più prestigiosa onorificenza dell'Impero tedesco, il Pour le Mérite. Visto che l'onorificenza tardava ad arrivare presso il campo dove era di stanza la Jagdstaffel 6, il comandante della Jagdgeschwader I Manfred von Richthofen si tolse la propria medaglia dal collo e la pose intorno a quello di Dostler.
Nel mese di agosto Dostler abbatte altre 5 cinque aerei nemici arrivando a 26 vittorie aeree. Il suo ultimo abbattimento è avvenuto il 18 agosto.

### La morte
Il 21 agosto Dostler viene attaccato e abbattuto da un R.E.8 britannico del 7º Squadrone della Royal Flying Corps precipitando con il suo aereo nei pressi di Frezenburg, in Belgio.
Dopo la sua morte Eduard Dostler viene insignito con l'Ordine militare di Massimiliano Giuseppe con effetto retroattivo al 18 agosto 1917. Per un cittadino comune ricevere questa onorificenza equivaleva ad essere elevato al rango di nobile. Così ad Eduard Dostler viene assegnato il titolo non ereditario "Ritter von".